# 휴대용 컴퓨터

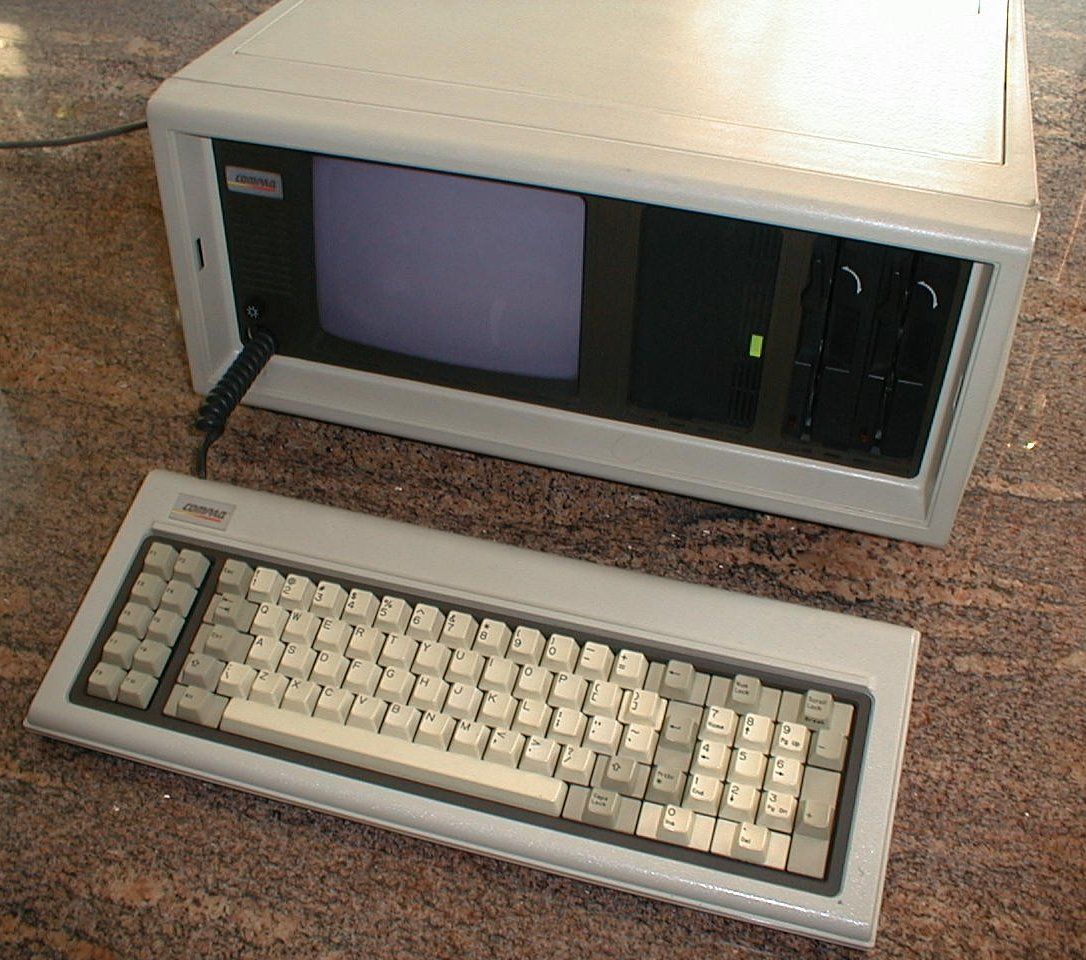
최초의 IBM PC 호환기종 중 하나인 컴팩 포터블

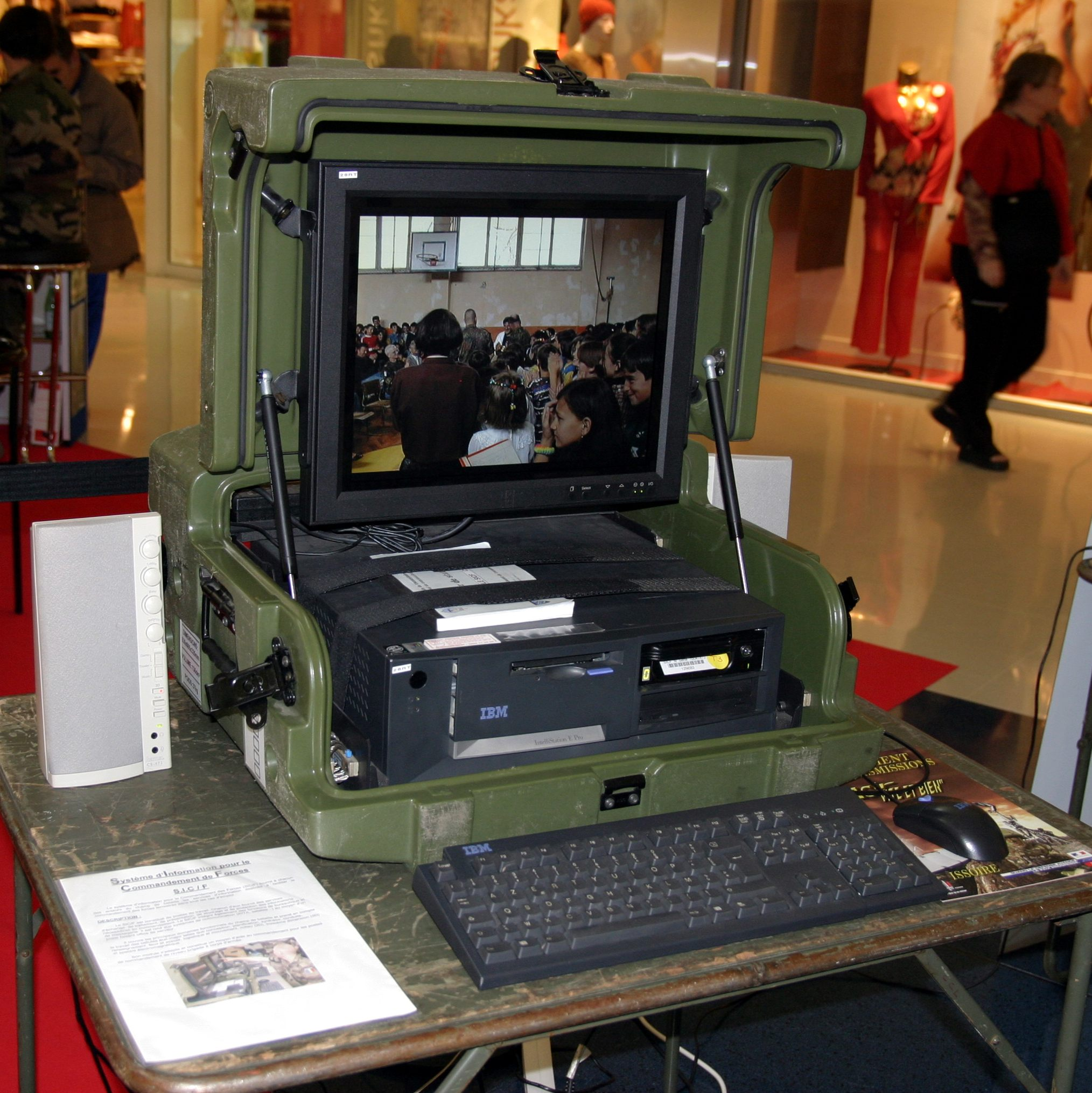
강화 케이스에 담긴 군사용 휴대용 컴퓨터

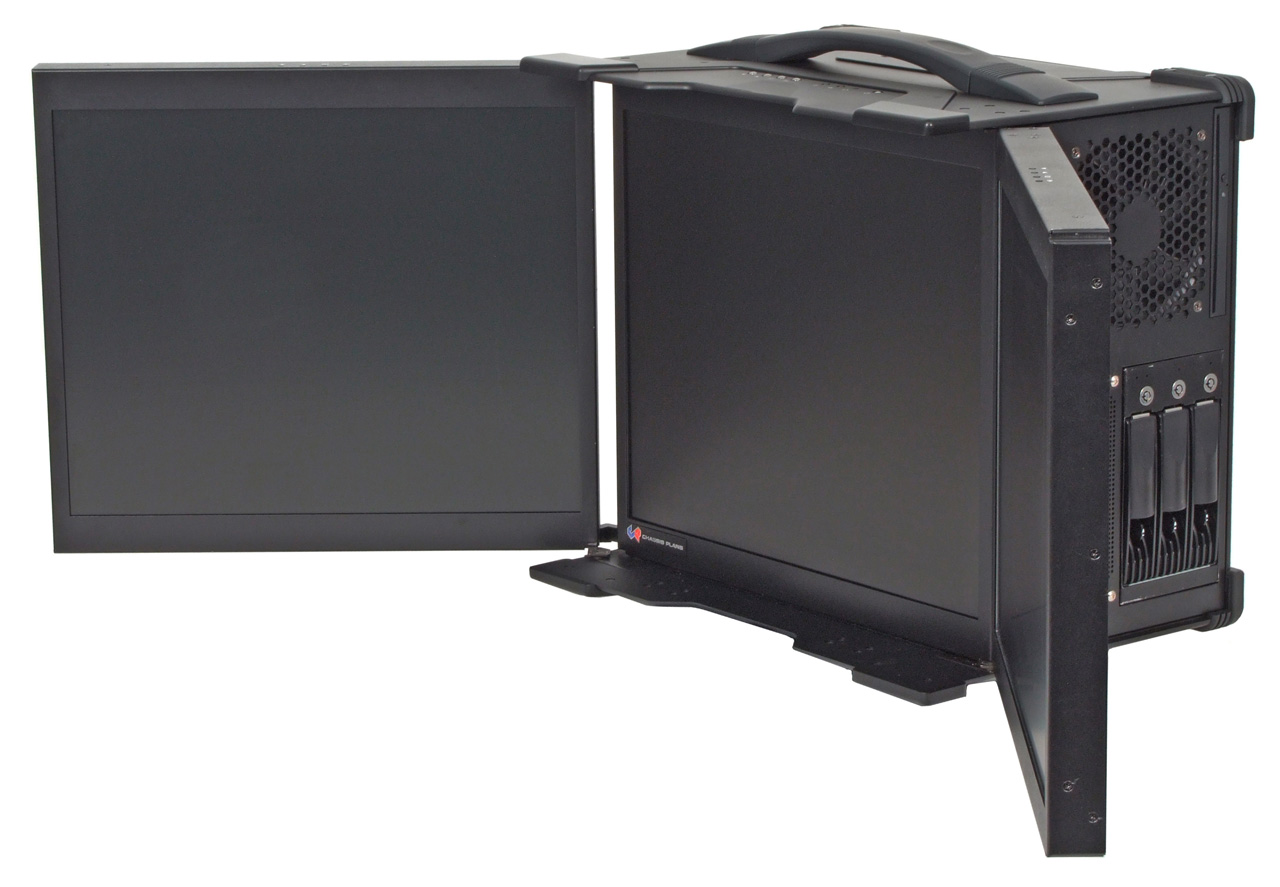
LCD 스크린이 세 개 달린 휴대용 컴퓨터

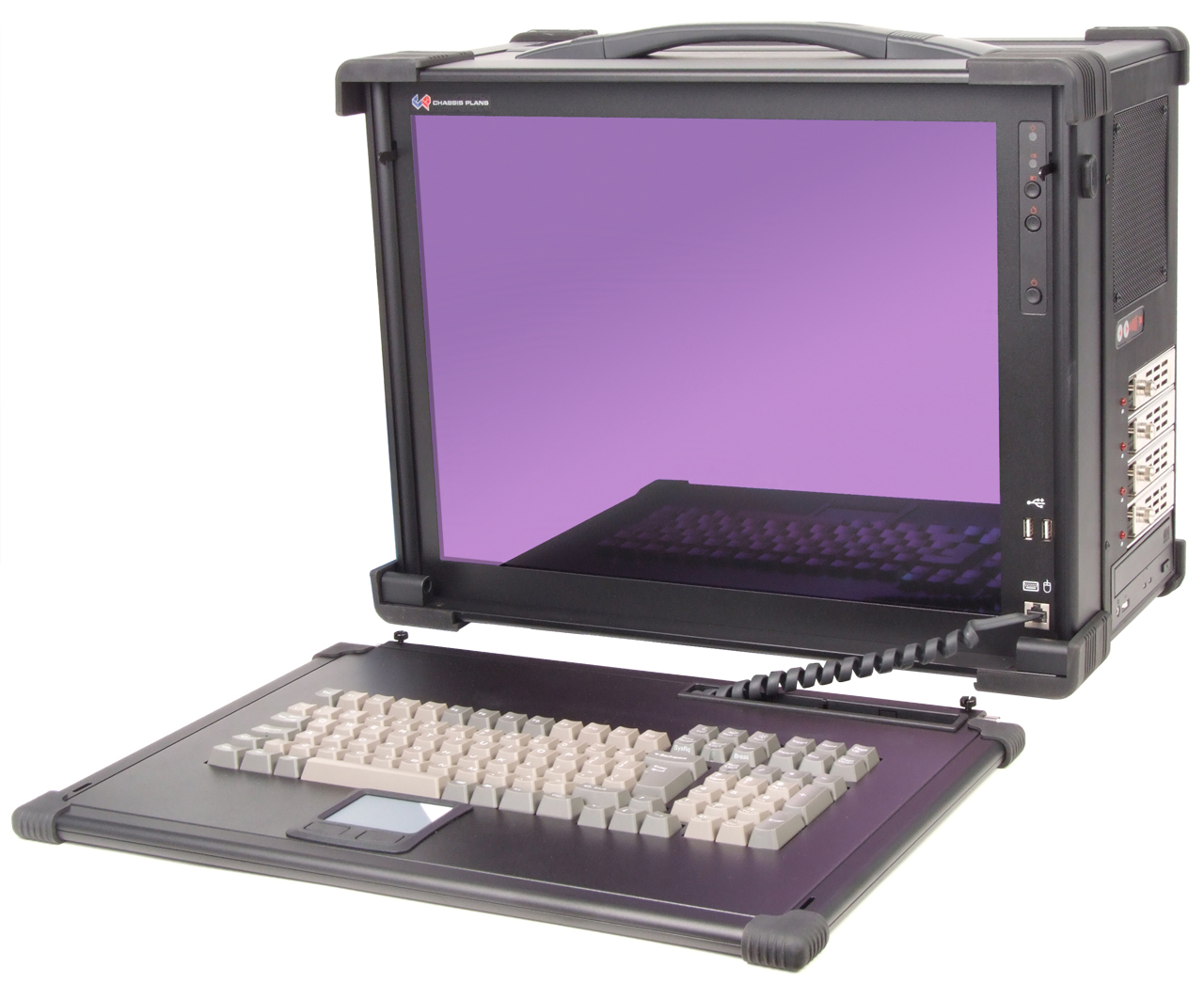
하나의 20.1인치 LCD 스크린과 EATX 메인보드를 갖춘 휴대용 컴퓨터

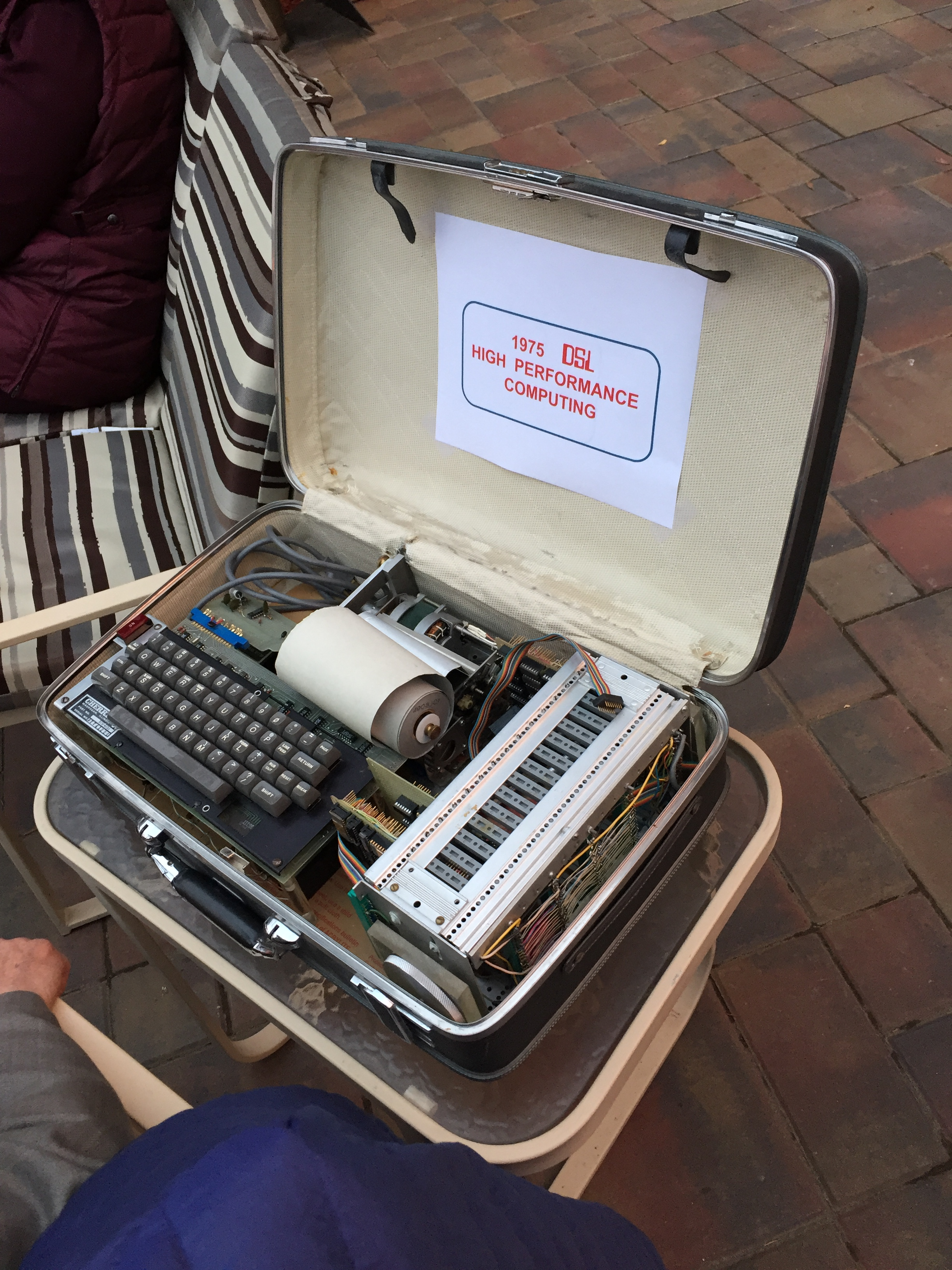
MIT 디지털 시스템 연구소의 1975년 MIT 여행 가방 컴퓨터

휴대용 컴퓨터 또는 포터블 컴퓨터(portable computer)는 데스크톱 컴퓨터나 워크스테이션처럼 한 곳에 고정되어 있도록 설계된 컴퓨터와 달리 한 장소에서 다른 장소로 쉽게 이동할 수 있도록 설계된 컴퓨터를 말한다. 이 컴퓨터들은 보통 디스플레이와 키보드가 본체 케이스에 직접 연결되어 있으며, 후기 데스크톱 컴퓨터 중 올인원 (AIO)이라고 불리는 제품들처럼 시스템의 내부 부품이 디스플레이와 같은 케이스에 통합되어 하나의 전원 플러그를 공유한다. 현대에 들어서는 휴대용 컴퓨터가 일반적으로 랩톱, 서브노트북 또는 핸드헬드 PC와 같이 매우 가볍고 작은 개인용 컴퓨터를 의미하는 반면, 터치스크린 기반의 휴대용 ("팜톱") 장치인 태블릿, 패블릿 및 스마트폰은 대신 모바일 장치라고 불린다.
최초로 상업적으로 판매된 휴대용 컴퓨터는 1974년에 출시된 20-파운드 (9.1 kg) MCM/70일 수 있다. 그 다음 주요 휴대용 컴퓨터로는 50-파운드 (23 kg) IBM 5100 (1975), 오즈번의 24-파운드 (11 kg) CP/M 기반 오즈번 1 (1981), 그리고 컴팩의 28-파운드 (13 kg) 제품이자 100% IBM PC 호환기종으로 광고된 컴팩 포터블 (1983)이 있었다. 이들 루거블 컴퓨터(luggable computer)는 여전히 외부 전원에 지속적으로 연결되어야 했다. 이러한 제약은 이후 랩톱 컴퓨터로 인해 극복되었다. 랩톱은 넷북과 같은 더 가벼운 모델로 이어졌고, 2000년대에는 모바일 장치와 2007년까지 스마트폰이 "휴대용"이라는 용어를 거의 의미 없게 만들었다. 2010년대에는 스마트워치와 같은 착용 컴퓨터가 도입되었다.
휴대용 컴퓨터는 더 좁게 정의하면 데스크노트와는 다르다. 휴대용 컴퓨터는 일반적으로 완벽한 데스크톱 사양의 부품으로 구성되었으며, 랩톱이나 모바일 장치와 관련된 기능을 통합하지 않는 경우가 많았다. 이러한 용례에서 휴대용 컴퓨터는 랩톱이나 다른 모바일 컴퓨팅 모바일 장치와 달리, 애드인 카드용 플러그인 슬롯을 제공하는 표준 메인보드 또는 백플레인을 가지고 있다. 이를 통해 테스트, A/D 또는 통신 프로토콜 (IEEE-488, 1553)과 같은 특정 임무용 카드를 설치할 수 있다. 휴대용 컴퓨터는 또한 표준 디스크 드라이브를 사용하여 더 많은 디스크 저장 공간을 제공하며, 여러 드라이브를 사용할 수 있게 한다.

## 초기 역사

### SCAMP
1973년 IBM 로스 가토스 과학 센터는 IBM PALM 프로세서를 기반으로 필립스 콤팩트 카세트 드라이브, 작은 브라운관 및 완전 기능 키보드를 갖춘 SCAMP(Special Computer APL Machine Portable)라는 휴대용 컴퓨터 프로토타입을 개발했다. SCAMP는 APL\1130을 실행하기 위해 IBM 1130 미니컴퓨터를 에뮬레이션했다. 1973년에 APL은 일반적으로 메인프레임 컴퓨터에서만 사용할 수 있었고, 왕 2200 또는 HP 9800과 같은 대부분의 데스크톱 크기 마이크로컴퓨터는 베이직만 제공했다. SCAMP가 휴대용 단일 사용자 컴퓨터에서 APL\1130 성능을 에뮬레이션한 최초였기 때문에 PC Magazine은 1983년에 SCAMP를 "혁명적인 개념"이자 "세계 최초의 개인용 컴퓨터"로 지정했다. 공학 프로토타입은 스미스소니언 협회에 있다.

### 제록스 노트테이커
1976년 제록스 PARC에서 개발된 제록스 노트테이커는 오즈번 컴퓨터 코퍼레이션과 컴팩의 후기 휴대용 컴퓨터의 전신이었지만, 시제품으로 남아 생산되지는 않았다.

### IBM 5100

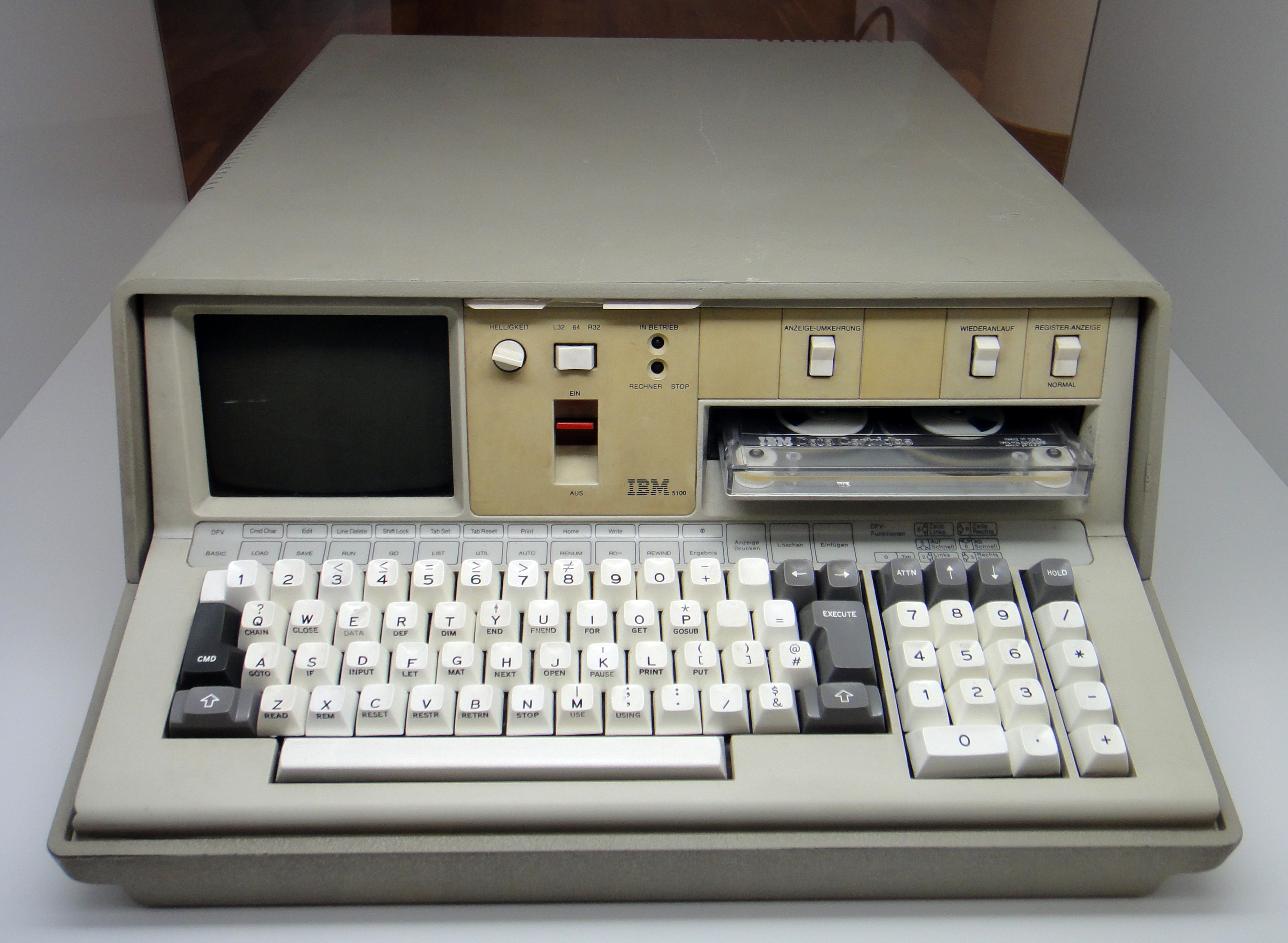
IBM 5100 (1975)

1973년 SCAMP 시제품의 성공적인 시연은 1975년에 출시된 최초의 상업용 IBM 5100 휴대용 마이크로컴퓨터로 이어졌다. 이 제품은 IBM PALM 프로세서, 5-인치 (130 mm) CRT, 완전 기능 키보드를 통합했으며, 엔지니어, 분석가, 통계학자 및 기타 비즈니스 문제 해결사를 위해 APL과 BASIC 모두로 프로그래밍할 수 있었다. (IBM은 5100의 다른 모델을 제공했는데, BASIC만 지원하거나, APL만 지원하거나, 또는 전면 패널의 물리적 스위치로 둘 다 선택할 수 있었다.) IBM은 PALM 프로세서를 마이크로프로세서라고 불렀는데, 이는 단일 규소 집적 회로에 완성된 프로세서라는 기존 정의보다는 상위 수준의 명령어 집합을 구현하기 위해 마이크로코드를 실행하는 프로세서를 의미했다. PALM 프로세서는 십여 개 이상의 칩으로 채워진 큰 회로 기판이었다. 1960년대 후반에는 그러한 기계가 책상 두 개만큼이나 컸고 무게는 거의 0.5톤 (0.45 t)에 달했을 것이다. 이에 비해 IBM 5100은 약 53파운드 (24 kg)로 당시로서는 매우 휴대성이 좋았다.

### MIT 여행 가방 컴퓨터
1975년에 제작된 MIT 여행 가방 컴퓨터는 최초로 알려진 마이크로프로세서 기반 휴대용 컴퓨터였다. 이 컴퓨터는 모토로라 6800을 기반으로 했다. 약 20 by 30 by 8 인치 (510 mm × 760 mm × 200 mm) 크기의 샘소나이트 여행 가방 안에 제작되었고 무게는 약 20 lb (9.1 kg)이었다. 이 컴퓨터는 4K SRAM, 다운로드된 소프트웨어를 받고 모뎀에 연결하기 위한 직렬 포트, 키보드 및 금전 등록기에서 가져온 40열 열전사 프린터를 가지고 있었다. MIT 디지털 시스템 연구소에서 학생 데이비드 엠버슨이 졸업 논문 프로젝트로 제작했으며, 생산되지는 않았다. 현재는 후민 D. 퉁 박사의 소장품이다.

### 마이크로 스타 또는 스몰 원
초기 휴대용 컴퓨터 중 하나는 1979년 캘리포니아 산타모니카의 소규모 회사인 GM 리서치에서 제조되었다. 제임스 뮤레즈가 설계하고 특허를 낸 이 기계는 마이크로 스타라고 불렸고 나중에 스몰 원으로 이름이 바뀌었다. 제록스는 최초의 시스템을 설계했다고 주장하지만, 뮤레즈의 기계는 당시 시장에 나와 있거나 어떤 간행물에도 문서화된 것보다 앞섰으므로 특허가 발행되었다. 1979년 초 미국 정부는 이 기계들을 구매하기 위해 계약을 체결했다. 다른 주요 고객으로는 샌디아 국립 연구소, 제너럴 다이내믹스, BBN (1980년 연례 보고서 표지에 C.A.T. 시스템으로 소개됨) 및 전 세계 수십 명의 개인과 회사가 있었다. 1979년 아담 오즈번은 로스앤젤레스에서 열린 IEEE 웨스텍이 주최한 첫 컴퓨터 쇼에서 수백 명의 다른 방문객들과 함께 이 기계를 보았다. 그 해 후반에 이 기계는 첫 컴덱스 쇼에서도 전시되었다.

### 포털 R2E CCMC

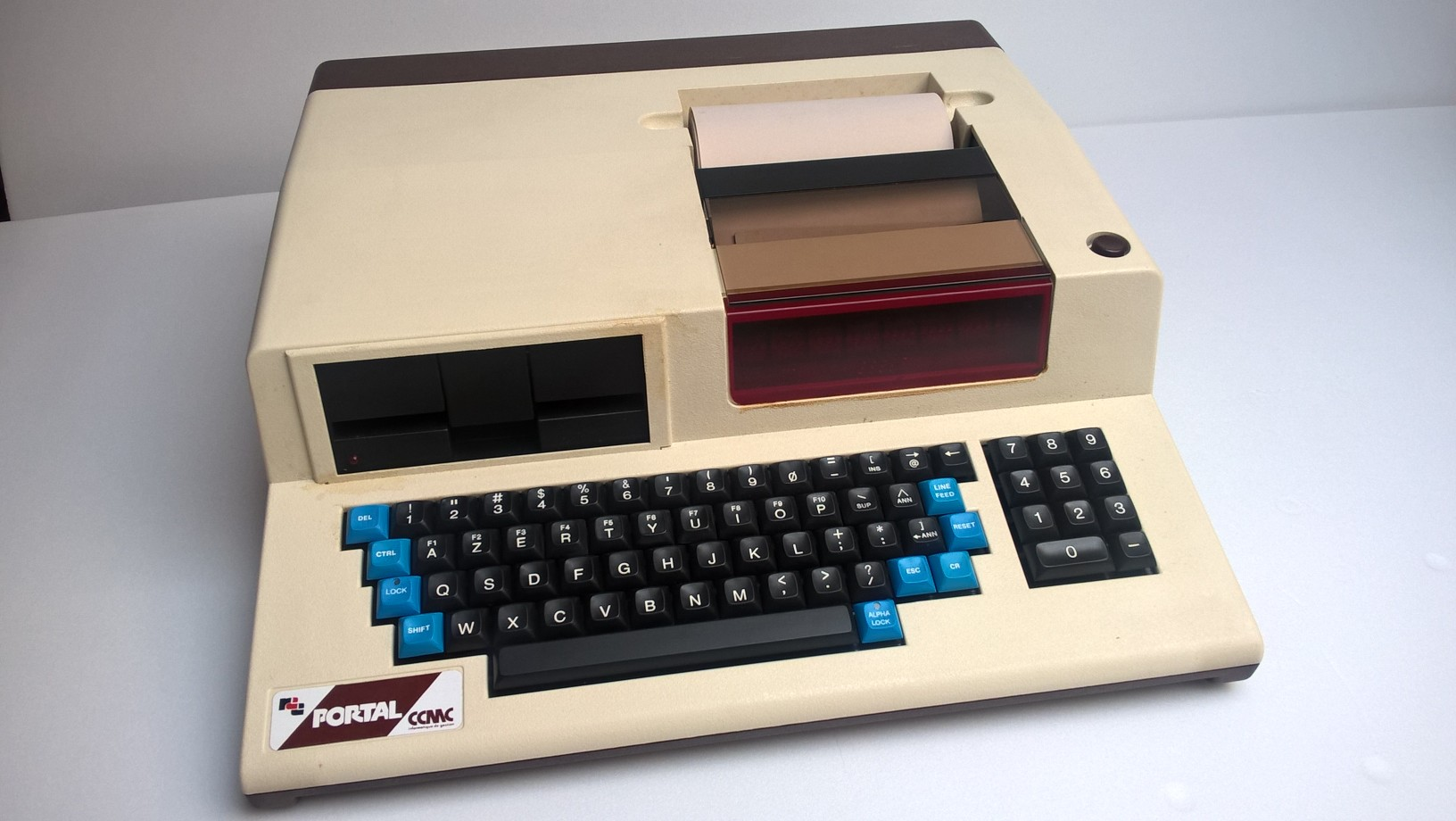
1980년 9월 파리 Sicob 쇼에서 전시된 R2E CCMC 포털 랩톱

프랑스 회사 R2E 마이크랄 CCMC의 휴대용 마이크로 컴퓨터 "포털"은 1980년 9월 파리 시코브 쇼에서 공식적으로 선보였다. 포털은 급여 및 회계 전문 회사 CCMC의 요청으로 1980년 프랑스 기업 R2E Micral의 연구 개발 부서에서 설계 및 판매한 휴대용 마이크로 컴퓨터이다. 포털은 인텔 8085 프로세서를 기반으로 했으며, 8비트, 2 MHz로 클럭되었다. 중앙 64 KB RAM, 58개의 영숫자 키와 11개의 숫자 키(별도 블록)를 가진 키보드, 32자 디스플레이, 플로피 디스크: 용량 = 140,000자, 열전사 프린터: 속도 = 28자/초, 비동기 채널, 동기 채널, 220 V 전원 공급 장치를 갖추었다. 15–35 °C (59–95 °F)의 작동 온도를 위해 설계되었으며, 무게는 12 킬로그램 (26 lb)이었고 크기는 45 cm × 45 cm × 15 cm (17.7 in × 17.7 in × 5.9 in)이었다. 완벽한 이동성을 제공했다. 운영 체제는 프롤로그였다. 1980년에서 1983년 사이에 수백 대가 판매되었다.

### 오즈번 1

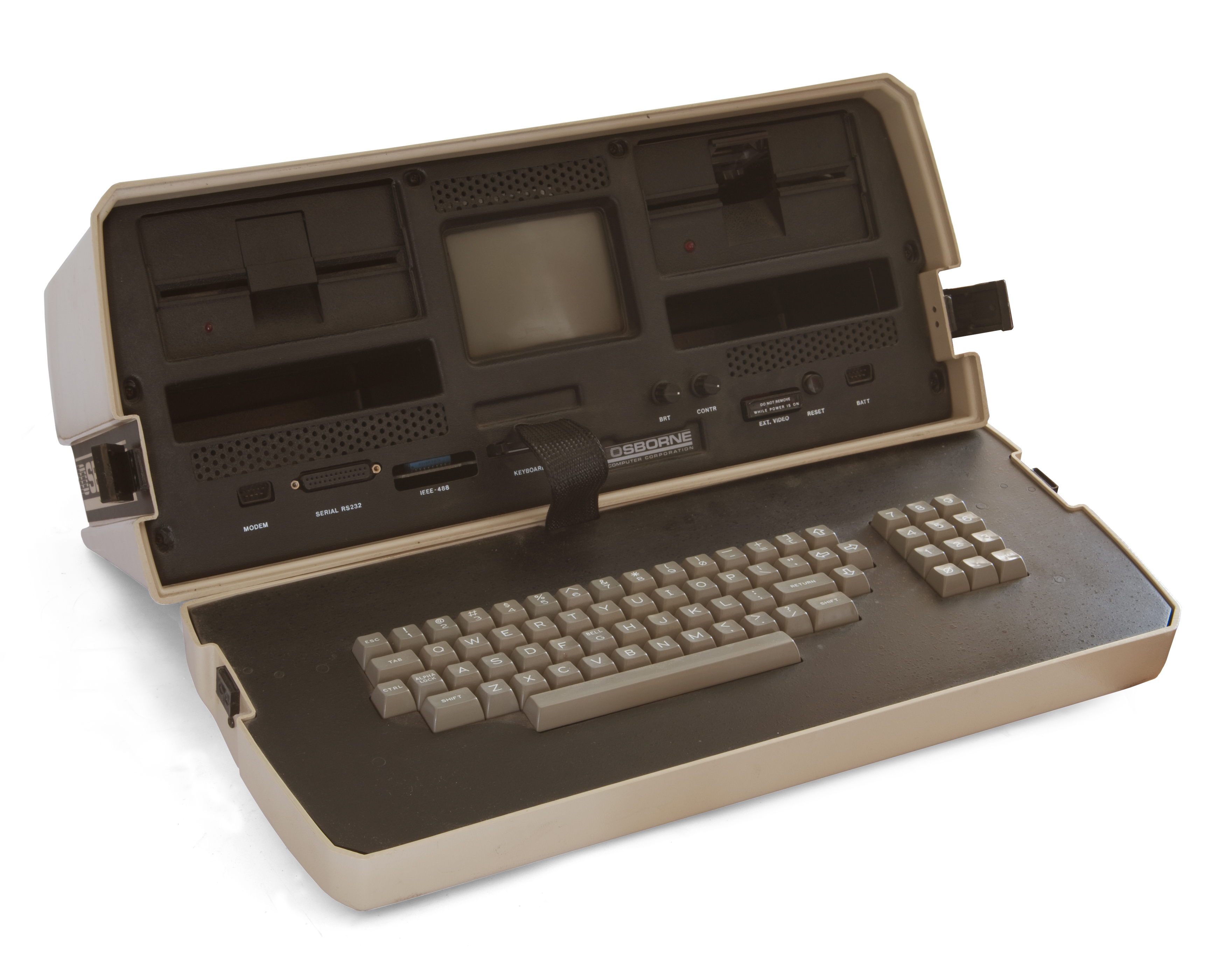
오즈번 1 (1981)

1981년에 출시된 최초의 대량 생산 마이크로프로세서 기반 휴대용 컴퓨터는 오즈번이 개발한 오즈번 1으로, 노트테이커의 디자인에 많은 영향을 받았다. 이 회사는 초기에 디자인으로 성공을 거두고 상장했지만, 이후 작은 화면 크기와 다른 장치들의 출시로 인해 오즈번 판매에 어려움을 겪었다. 오즈번 1은 재봉틀 정도의 크기와 무게이며, 항공기 좌석 밑에 들어갈 수 있는 유일한 컴퓨터로 광고되었다.

### 케이프로
1982년에 출시된 또 다른 초기 휴대용 컴퓨터는 케이프로 II로 명명되었지만, 이 회사의 첫 번째 상업용 제품이었다. 일부 언론은 그 디자인을 조롱하기도 했다. 한 잡지는 케이프로 코퍼레이션을 "양철통에 포장된 컴퓨터를 생산하는 회사"라고 묘사했다. 다른 이들은 그 가치를 칭찬했는데, 회사는 케이프로 II를 "$1,595에 팔리는 $1,595 컴퓨터"로 광고했으며, 일부는 포함된 소프트웨어 번들만 해도 $1,000이 넘는 소매 가치를 지닌다고 언급했으며, 1983년 중반에는 월 10,000대 이상을 판매하여 잠시 세계에서 다섯 번째로 큰 컴퓨터 제조사가 되었다. 오즈번 1의 단점 대부분을 수정했다: 화면은 더 커졌고 한 번에 더 많은 문자를 표시했으며, 플로피 드라이브는 두 배 이상 많은 데이터를 저장했고, 케이스는 더 매력적이었으며, 훨씬 더 잘 만들어지고 신뢰성이 높았다.

### 그리드 컴패스

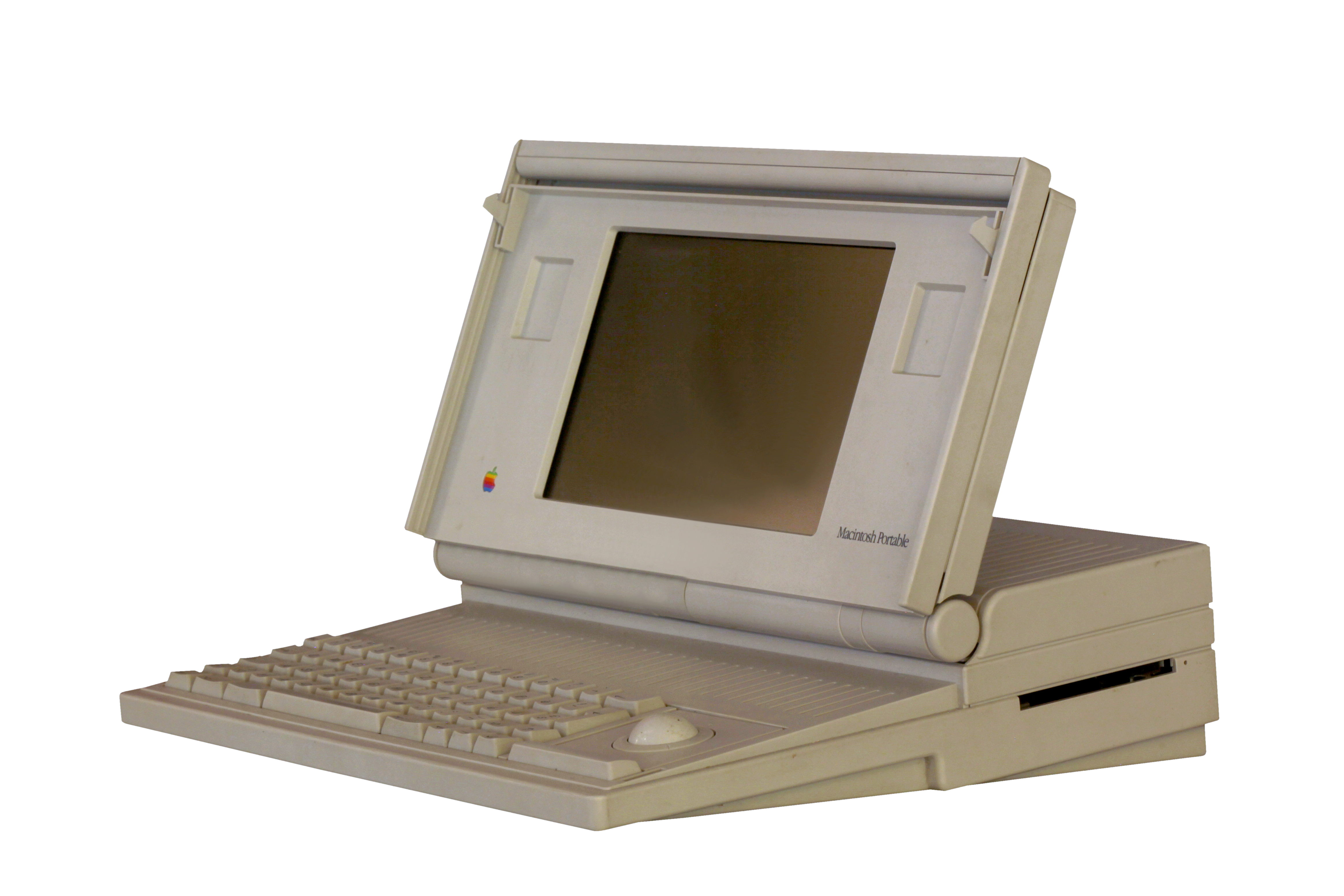
매킨토시 포터블 (1989)

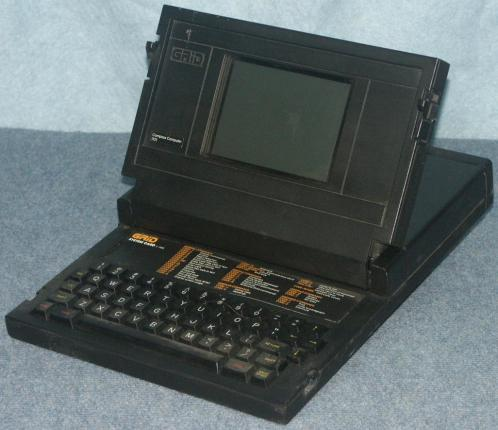
그리드 컴패스 (1982)

그리드 컴패스는 자체 운영 체제인 GRiD-OS를 실행했다. 전문화된 소프트웨어와 높은 가격 (US$8,000–10,000)으로 인해 전문적인 애플리케이션에만 제한적으로 사용되었다. 주요 구매자는 미국 정부였다. 미국 항공 우주국은 1980년대 초 우주왕복선에서 이를 사용했는데, 강력하고 가벼우며 작았기 때문이다. 군 특수부대도 이 기계를 구입했는데, 공수부대원들이 전투에서 사용할 수 있었기 때문이다.

## IBM PC 이후의 휴대용 컴퓨터

### 컴팩 포터블 및 경쟁 제품
비록 콜럼비아 데이터 프로덕트의 MPC 1600, "멀티 개인용 컴퓨터"가 1982년 여름에 출시되었지만, 최초로 광범위하게 IBM PC 호환기종이었던 컴퓨터 중 하나는 컴팩 포터블이었다. 그 다음으로 이글 컴퓨터가 자사 제품을 출시했다. 그리고 코르나 데이터 시스템즈의 PPC-400, "휴대용" 하이페리온 컴퓨터 시스템도 있었다. 이글 컴퓨터와 콜럼비아는 모두 IBM으로부터 BIOS 저작권 침해로 고소당했다. 그들은 합의하여 생산을 중단해야 했다. 콜럼비아도 이글도 컴팩의 제품만큼 IBM PC DOS 호환성이 높지 않았다.

### 코모도어 SX-64
최초의 풀 컬러 휴대용 컴퓨터는 1984년 1월 코모도어 SX-64였다.

### 아타리 스테이시
원래 1987년에 발표된 아타리 스테이시는 1989년 12월에 일반에 공개되었으며, 최초의 랩톱과 유사한 휴대용 컴퓨터 중 하나였다.

### 애플 매킨토시 포터블
애플은 1989년에 매킨토시 포터블을 출시했지만, 이 장치는 상당한 무게를 더하는 배터리가 포함되어 있었다. 이 포터블은 통합 트랙볼과 클램셸 케이스를 포함하여 아타리 스테이시와 유사한 기능을 가지고 있다.

### IBM PS/2 포터블
1986년 IBM PC 컨버터블 출시 이후에도 IBM은 고전적인 휴대용 컴퓨터를 계속 생산했으며, 1989년에 출시된 PS/2 P70 (1990년에 P75로 업그레이드됨)을 포함하여 PS/2 노트북 및 PS/55노트 노트북 라인이 출시될 때까지 휴대용 컴퓨터를 생산했다.

## 현대의 휴대용 컴퓨터
프리랜서 저널리스트 데이비드 클라인은 1983년에 자신의 오즈번 1과 같은 휴대용 컴퓨터가 "내 작업을 근본적으로 변화시켰고, 저널리즘 전체 분야를 근본적으로 재편하기 시작했다"고 썼지만, 그런 루거블 컴퓨터들("네안데르탈인처럼 ... 미래가 없는 종")은 랩톱으로 대체될 것이라고 예측했다. 오늘날 랩톱, 스마트폰, 태블릿의 세계에서 휴대용 컴퓨터는 진화하여 현재는 주로 산업, 상업 또는 군사 애플리케이션에 사용된다.

## 타임라인
| 연도  | 가격                                                        | CPU                                                 | CPU 클럭 속도 (MHz) | 컴퓨터 이름                    | 비고 |
| ----- | ----------------------------------------------------------- | --------------------------------------------------- | ------------------- | ------------------------------ | --- |
| 1954  |                                                             | 진공관: 다이오드 게이트, 진공관 앰프 및 전기 지연선 | 1                   | DYSEAC                         | 군사용, 트럭으로 이동 가능. |
| 1955  | ~US$86,074 (equivalent to $831,550 in 2022)                 | 맞춤형 진공관 CPU                                   | 0.01                | 몬로봇 V                       | 군사용, 트럭으로 이동 가능. 측량 및 지도 제작에 사용. |
| 1957  | ~US$70,500 (equivalent to $649,619 in 2022) RECOMP II       | 트랜지스터화: 인쇄 회로 카드                        | ?                   | RECOMP I CP-266                | 군사용, 두 사람이 이동 가능. |
| 1959  | ~US$1,600,000 (equivalent to $14,204,566 in 2022) MOBIDIC A | 맞춤형 트랜지스터 CPU (인버터 논리)                 | 1 MOBIDIC B         | MOBIDIC                        | 군사용 트럭 기반, 5대 제작 및 배치. 실베이니아는 나중에 상업용 버전 S 9400을 제공. 클럭 속도는 알 수 없지만 ADD 명령이 16μs, 즉 약 62k ADD/s가 소요된다고 문서화되어 있다. |
| 1960  | ~US$6,900,000 (equivalent to $60,361,417 in 2022) (개발)    | 모듈형 회로 기판                                    | 0.448               | FADAC                          | 군사용, 두 사람이 이동 가능. |
| 1960  | ~US$125,600 (equivalent to $1,087,741 in 2022)              | 표준 모듈러 시스템 및 보완 다이오드-트랜지스터 논리 | 0.087               | IBM 1401                       | 군사용 트럭 기반, 시연용 순회 데이터모바일도 사용. |
| 1960  | ~US$40,500 (equivalent to $350,744 in 2022)                 | 플러그인 회로 모듈                                  | 2                   | PB 250                         | 상업용 승합차 기반 이동형 데이터 시스템의 제어 컴퓨터로 휴대 가능. 배터리로만 작동 가능.                                                                                   |
| 1961  | ~US$500,000 (equivalent to $4,330,178 in 2022)              | 맞춤형 트랜지스터 CPU                               | 1                   | 베이직팩                       | 군사용, 트럭으로 이동 가능. |
| 1962  | ~US$40,000 (equivalent to $342,222 in 2022)                 | 회로 모듈 (마이크로모듈)                            | ?                   | L-2010                         | 군사용. |
| 1967  |                                                             | 집적 회로                                           | ?                   | CDC 449                        | 군사용. |
| 1975  | US$8,975                                                    | IBM PALM 프로세서                                   | 1.9                 | IBM 5100 휴대용 컴퓨터         | 64K = US$17,975. |
| 1975  | US$4,000                                                    | 모토로라 6800                                       | 1                   | MIT 여행 가방 컴퓨터           | 4K SRAM, 약 20 파운드. 데이비드 엠버슨이 MIT 디지털 시스템 연구소에서 졸업 논문 프로젝트로 제작. 현재 후민 D. 퉁 박사의 소장품.                                            |
| 1976  | US$50,000                                                   | Z80?                                                | 1                   | 제록스 노트테이커              | |
| 1977  | US$2,495                                                    | Z80                                                 | ?                   | Versatile 2                    | |
| 1978  | US$10,225                                                   | IBM PALM 프로세서                                   | 1.9                 | IBM 5110                       | |
| 1979  | US$375                                                      | 6502, 1K                                            | 1                   | Rockwell AIM-65                | 20자 영숫자 디스플레이. |
| 1979  | US$3,250                                                    | 맞춤형 HP 8비트                                     | 0.613               | 휴렛팩커드 모델 85             | |
| 1980  |                                                             | ?                                                   | ?                   | PA512                          | 세르비아에서 제작. |
| 1980  | US$230                                                      | SC43177, SC43178                                    | TRS-80 포켓 컴퓨터  |                                | |
| 1980  |                                                             | 인텔 8085                                           | 2.0                 | 포털 R2E CCMC                  | |
| 1981  | US$1,795                                                    | Z80                                                 | 4.0                 | 오즈번 1                       | |
| 1981  | US$795                                                      | 2× 히타치 6301                                      | 0.614               | 엡손 HX-20                     | |
| 1981  |                                                             | Z80 호환                                            | ?                   | 허스키 (컴퓨터)                | |
| 1982  |                                                             | 8088                                                | 4.77                | 콜럼비아 데이터 프로덕트       | |
| 1982  |                                                             | Z80A                                                | 4                   | 그룬디 뉴브레인                | |
| 1982  |                                                             | Z80                                                 | 2.5                 | 케이프로                       | |
| 1982  | US$8,000                                                    | 8086                                                | ?                   | 그리드 컴패스 1100             | 미국 항공 우주국 랩톱 |
| 1982  |                                                             | Z80                                                 | 4.0                 | 오즈번 이그제큐티브            | |
| 1983  |                                                             | x86                                                 | ?                   | 하이페리온 (컴퓨터)            | |
| 1983  |                                                             | x86                                                 | ?                   | 컴팩 포터블                    | |
| 1983  | US$1,099                                                    | 80C85                                               | 2.4                 | TRS-80 모델 100                | 40 × 8 LCD |
| 1983  |                                                             | Z80A, 8086, 128K                                    | ?                   | 시퀀 카멜레온                  | |
| 1983  |                                                             | Z80A                                                | 3.4                 | 소드 IS-11                     | |
| 1983  | US$1,595                                                    | Z80A                                                | 4                   | 조르바                         | |
| 1984  | US$4,225                                                    | 8088                                                | 4.77                | IBM 5155                       | |
| 1984  |                                                             | Z80                                                 | ?                   | 액트릭스 (컴퓨터)              | |
| ~1984 |                                                             | 8088                                                | 4.77                | 본드웰-8                       | |
| 1984  | US$995                                                      | Z80                                                 | 2.45                | 엡손 PX-8 제네바               | |
| 1984  |                                                             | 6502                                                | 1.02                | 코모도어 SX-64                 | 컬러 디스플레이를 갖춘 최초의 휴대용 컴퓨터 |
| 1984  | US$2,895                                                    | 해리스 80C86                                        | 4                   | 데이터 제너럴-원               | 최초의 진정한 IBM PC 호환 (대부분) 랩톱; CGA (640x200) 흑백 LCD |
| 1984  |                                                             | Z80                                                 | 4.0                 | 오즈번 빅센                    | |
| 1984  |                                                             | 80C88                                               | ?                   | ZP-150                         | |
| 1984  | US$595                                                      | ?                                                   | ?                   | HP-71B                         | 베이직으로 프로그래밍 가능한 계산기 |
| 1984  | US$2,995                                                    | 해리스 80C86                                        | 5.33                | HP 110                         | 80 × 16 LCD, 300-보 모뎀 |
| 1984  | 틀:파운드 스털링                                            | 8086                                                | 4.77                | 애프리콧 포터블                | 25라인 LCD를 갖춘 최초의 휴대용 컴퓨터. 음성 인식, 무선 키보드, 선택 사항 무선 마우스 포함                                                                                 |
| 1985  | US$995                                                      | Z80                                                 | 4                   | 본드웰-2                       | |
| 1985  |                                                             | 해리스 80C86                                        | 5.33                | HP 110 플러스                  | 80 × 25 LCD, 1200-보 모뎀 |
| 1985  | US$1,899                                                    | 도시바 T1100 80C88                                  | 4.77                | 도시바 T1100                   | 80 × 25 LCD |
| 1986  |                                                             | 8088                                                | 4.77                | IBM 5140                       | |
| 1986  |                                                             | 인텔 80286                                          | 8                   | 컴팩 포터블 II                 | |
| 1986  |                                                             | ?                                                   | ?                   | LPA512                         | |
| 1987  |                                                             | Z80                                                 | ?                   | 캠브리지 Z88                   | |
| 1988  |                                                             | 인텔 8088                                           | ?                   | NEC 울트라라이트               | |
| 1988  | US$2,299                                                    | 68HC000                                             | 8                   | 아타리 스테이시                | |
| 1989  |                                                             | 인텔 8088                                           | 4.9152              | 아타리 포트폴리오              | |
| 1989  | US$2,000                                                    | 인텔 80C88                                          | 7                   | 포켓 PC (클래식)               | |
| 1989  |                                                             | 8086                                                | 9.55                | 컴팩 LTE                       | |
| 1989  |                                                             | 모토로라 68000                                      | 16                  | 매킨토시 포터블                | |
| 1989  |                                                             | 모토로라 68000                                      | 15                  | 아웃바운드 랩톱                | |
| 1991  |                                                             | 모토로라 68000                                      | 8                   | ST BOOK                        | |
| 1991  |                                                             | NEC V20                                             | 5.37                | HP 95LX                        | |
| 1991  | US$2,300                                                    | 모토로라 68000                                      | 16                  | 애플 파워북 100                | |
| 1992  |                                                             | IBM 486SLC                                          | 25                  | IBM 싱크패드 700               | 최초의 싱크패드 |
| 1992  |                                                             | Z80, 64K                                            | ?                   | 암스트래드 NC100               | |
| 1992  | US$4,950                                                    | CY601 + CY604                                       | 25                  | 스팍북1                        | 썬OS를 사용하는 유닉스 |
| 1993  |                                                             | 인텔 "호넷" 80186                                   | 7.91                | HP 100LX                       | |
| 1993  |                                                             | ?                                                   | ?                   | 알파스마트                     | |
| 1994  |                                                             | 인텔 "호넷" 80186                                   | 7.91                | HP 200LX                       | |
| 1995  |                                                             | 인텔 80486DX4                                       | 75                  | IBM 싱크패드 버터플라이 키보드 | IBM 싱크패드 701c 및 701Cs, 덮개를 열면 제자리에 미끄러져 들어가는 "버터플라이 키보드"로 유명                                                                              |
| 1996  |                                                             | 인텔 펜티엄                                         | 133                 | 파나소닉 터프북 CF-25          | 최초의 터프북, 러그드 컴퓨터의 예시 |
| 1997  |                                                             | 인텔 펜티엄                                         | 150                 | IBM 싱크패드 380               | 1990년대 후반의 일반적인 노트북 |
| 2001  |                                                             | SA-1110                                             | 206                 | 심패드                         | |
| 2001  |                                                             | 인텔 모바일 펜티엄 III-M                            | 1200                | 델 프리시전 M40                | 세계 최초의 데스크노트 노트북 중 하나 |
| 2002  |                                                             | 인텔 펜티엄 4                                       | 2400                | 에일리언웨어 에어리어 51-M     | 게이밍 랩톱의 초기 사례: 노트북에 고성능 데스크톱 구성 요소 사용 |
| 2003  |                                                             | 인텔 펜티엄 M                                       | 1700                | IBM 싱크패드 R50p              | 초고해상도 2048x1536 (QXGA) 디스플레이 옵션으로 주목받음 |

## 같이 보기
- 넷북